# Trình Tiểu Đông
Trình Tiểu Đông (tiếng Trung: 程小東, tiếng Anh: Tony Ching Siu-Tung, sinh ngày 31 tháng 10 năm 1953) là một nhà làm phim kiêm nhà chỉ đạo võ thuật người Hồng Kông gốc Hoa. Trong vai trò diễn viên, chỉ đạo võ thuật, đạo diễn và nhà sản xuất, Trình Tiểu Đông là một trong những nhân vật quan trọng của phim võ thuật Hồng Kông kể từ thập niên 1980. Ông là đạo diễn của nhiều phim võ thuật được đánh giá cao như Thiện nữ u hồn hay Tiếu ngạo giang hồ: Đông Phương Bất Bại, Trình còn là chỉ đạo võ thuật của nhiều bộ phim Hồng Kông nổi tiếng khác như Đội bóng Thiếu Lâm, Tân Long môn khách sạn hay các bộ phim võ hiệp của Trương Nghệ Mưu như Anh hùng, Thập diện mai phục và Hoàng kim giáp.

## Tiểu sử
Có cha là đạo diễn của hãng Thiệu Thị huynh đệ và được học võ thuật cũng như Kinh kịch từ thuở nhỏ, Trình Tiểu Đông bắt đầu tham gia ngành công nghiệp điện ảnh từ rất sớm với một vai nhỏ trong bộ phim võ hiệp nổi tiếng Đại túy hiệp (大醉俠, 1966) của đạo diễn Hồ Kim Thuyên. Sau nhiều năm đảm nhận vai trò chỉ đạo hành động, Trình Tiểu Đông được giao đạo diễn bộ phim đầu tiên vào năm 1982 có tên Sinh tử quyết (生死決) với nhân vật chính do ngôi sao Lưu Tùng Nhân thủ vai. Trình Tiểu Đông đồng thời cũng là biên kịch của bộ phim do hãng Gia Hòa sản xuất này. Sau thành công của Sinh tử quyết, Trình Tiểu Đông quay lại với công việc chỉ đạo hành động, ông là chỉ đạo hành động của nhiều bộ phim Hồng Kông xuất sắc trong thập niên 1980 như Đao mã đán (刀馬旦, 1986) của Từ Khắc hay Bản sắc anh hùng 2 (英雄本色 2, 1987) của Ngô Vũ Sâm.
Cũng trong năm 1987, Trình Tiểu Đông đạo diễn bộ phim nổi tiếng Thiến nữ u hồn (倩女幽魂), một tác phẩm pha trộn của nhiều thể loại từ võ thuật, tình cảm tới kinh dị. Thiến nữ u hồn được coi là một trong những đại diện xuất sắc nhất của Hồng Kông thập niên 1980. Tiếp nối thành công của bộ phim này, Trình Tiểu Đông tiếp tục được nhà sản xuất Từ Khắc mời đạo diễn Thiến nữ u hồn 2 và Thiến nữ u hồn 3. Ông còn đạo diễn một bộ phim kiếm hiệp nổi tiếng khác do Từ Khắc sản xuất là Tiếu ngạo giang hồ: Đông Phương Bất Bại (笑傲江湖之東方不敗, 1991).
Trong thập niên 1990, tuy đạt được một số thành công trong vai trò đạo diễn nhưng Trình Tiểu Đông vẫn giành phần lớn thời gian của mình để tham gia chỉ đạo hành động cho phim của các đạo diễn khác. Trình Tiểu Đông là chỉ đạo võ thuật cho nhiều bộ phim nổi tiếng của Chu Tinh Trì như Lộc Đỉnh ký (鹿鼎記, 1992), Tân Tây du ký (倩女幽魂, 1995) hay Đội bóng Thiếu Lâm (少林足球, 2001), ông cũng được Trương Nghệ Mưu mời làm chỉ đạo võ thuật cho tất cả các phim võ hiệp của đạo diễn là Anh hùng, Thập diện mai phục và Hoàng kim giáp.